# Vanlay
Vanlay är en kommun i departementet Aube i regionen Grand Est (tidigare regionen Champagne-Ardenne) i nordöstra Frankrike. Kommunen ligger  i kantonen Chaource som ligger i arrondissementet Troyes. År 2022 hade Vanlay 287 invånare.

## Befolkningsutveckling
Antalet invånare i kommunen Vanlay
Referens: INSEE